# Noeetomima radiata
Noeetomima radiata is een vliegensoort uit de familie van de Lauxaniidae. De wetenschappelijke naam van de soort werd voor het eerst geldig gepubliceerd in 1937 door Günther Enderlein.